# Pro Evolution Soccer 2010
Pro Evolution Soccer 2010 (oficjalny skrót: PES 2010 znany też jako World Soccer lub Winning Eleven 2010 w Japonii) jest grą z serii Pro Evolution Soccer. Gra została dostarczona i opublikowana przez KONAMI i wypuszczona na SONY PlayStation 2, SONY Playstation 3, SONY PlayStation Portable; Microsoft Xbox 360, Microsoft Windows, Nintendo Wii i telefony komórkowe.
PES 2010 została ogłoszona 8 kwietnia 2009 jako wersja demonstracyjna na PC, PS3 i XBOX 360, a wersje grywalne demo zostały opublikowane 17 września 2009. Gra została wydana 23 października 2009.
Lionel Messi i Fernando Torres są twarzami tej gry. Wykorzystuje się ich do promocji, są też na okładce Pro Evolution Soccer 2010.